# Эль-Убур
Эль-Убур (араб. العبور‎) — город на севере Египта, расположенный на территории мухафазы Кальюбия. Является частью городской агломерации Большого Каира. Один из промышленных центров мухафазы.

## Географическое положение
Город находится на юге мухафазы, в южной части дельты Нила, к северо-востоку от Каира, на расстоянии приблизительно 33 километров к юго-востоку от Бенхи, административного центра провинции.

## Население
По данным переписи 2006 года численность населения Эль-Убура составляла 43 600 человек.